# کادیلاک دولن
کادیلاک دولِن یا دولان (به انگلیسی: Dolan's Cadillac) یک فیلم جنایی محصول سال ۲۰۰۹ کانادا با بازی وس بنتلی، کریستین اسلیتر و امانوئل ووگیر است. این فیلم بر اساس رمانی به همین نام اثر استیون کینگ ساخته شده است.